# 拉罗汤加岛
拉羅湯加（英語：Rarotonga）是庫克群島诸岛中人口最多的島嶼，人口数为14,153（2006年统计）。
庫克群島的議會大樓和國際機場坐落于拉羅湯加，拉羅湯加也是非常受歡迎的旅遊目的地之一，在島上有衆多的度假村，酒店和旅館。主要城镇阿瓦鲁阿，位于北岸，是库克群岛的首都。
1965年5月30日，五个探空火箭从拉罗汤加岛发射，用以研究日食。

## 地理
拉罗汤加岛周长32公里，面积67.19平方公里。海拔658公尺的特曼加山，是岛上最高点。

## 交通
岛上有阿瓦丟（Avatiu）、阿瓦魯阿與阿瓦納（Avana）三个港口，只有阿瓦丟港有商业意义。
拉罗汤加国际机场是主要的岛际运输中心。

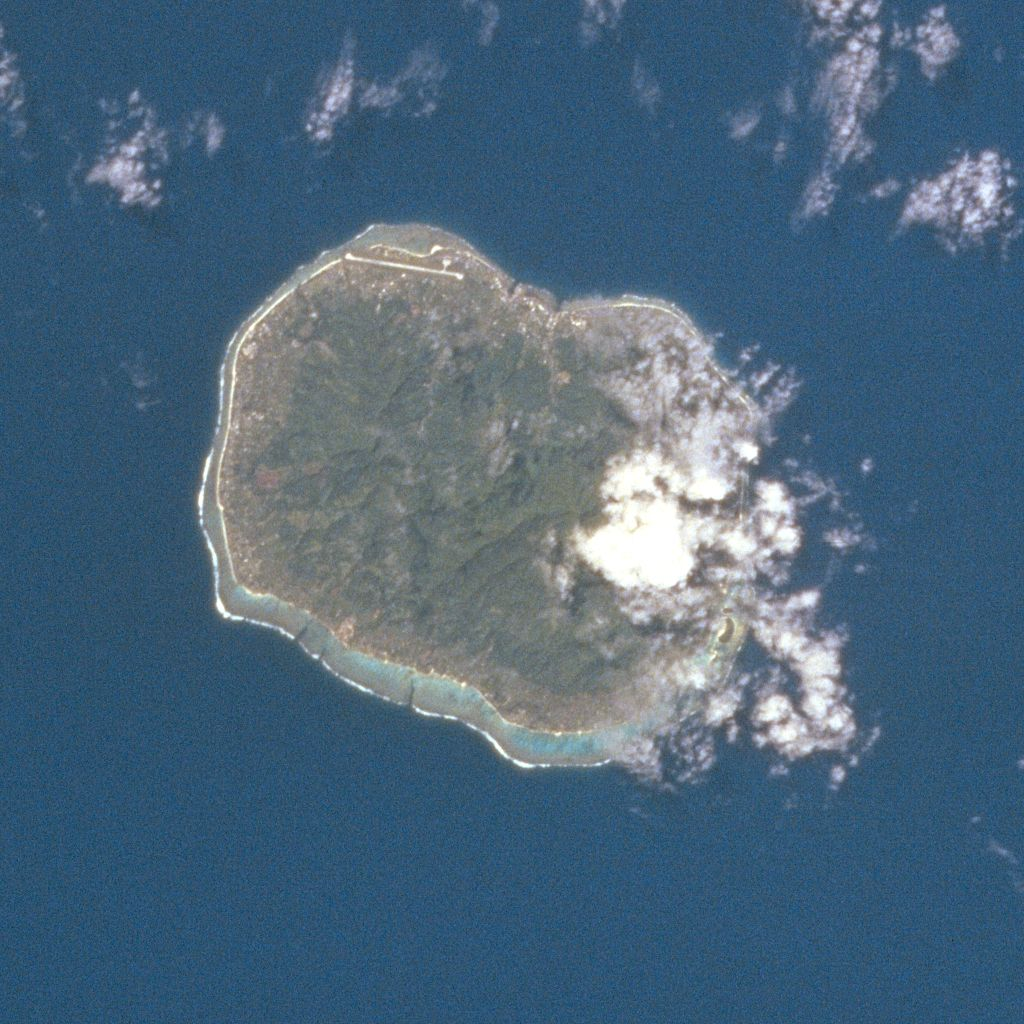
從太空中拍攝的拉羅湯加島，1994年9月
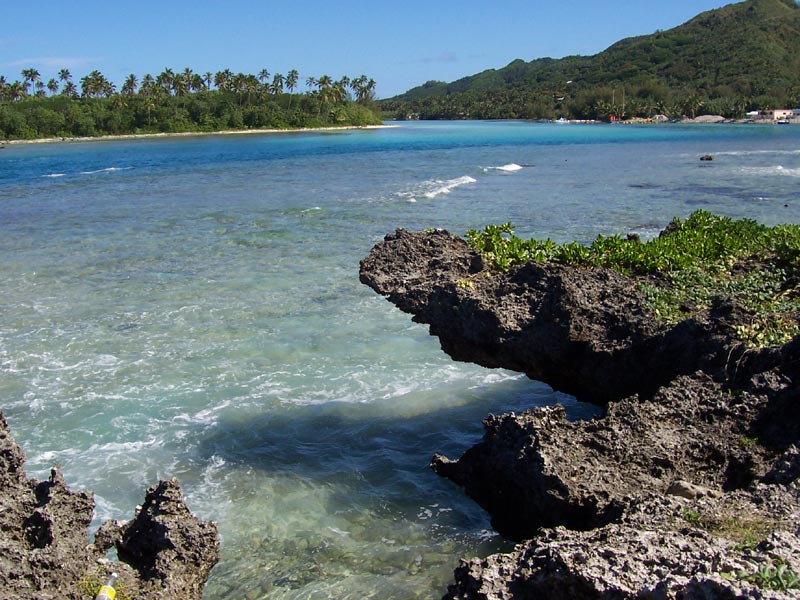
拉羅湯加海灘一景